# Centrotoclytus rufiventris
Centrotoclytus rufiventris là một loài bọ cánh cứng trong họ Cerambycidae.